# Robert Ingenhoven
Robert Ingenhoven (* 8. Januar 1934 in Düsseldorf; † 29. März 2005) war ein deutscher Architekt.

## Leben
Ingenhoven, Sohn einer Düsseldorfer Kaufmannsfamilie, absolvierte nach der Schule eine Schreinerlehre. Er erhielt eine Anstellung in einem Architekturbüro und absolvierte parallel eine Architektenausbildung.
Er war u. a. ab 1970 in Neuss selbstständig tätig und entwarf dort und in anderen Städten im Rheinland zahlreiche Bauten. Ingenhoven wurde vielfach prämiert, unter anderem sein in Holzkonstruktion um 1975 errichtetes Privathaus in der Dietrichstraße im Stadtteil Gnadental mit dem Deutschen Holzbaupreis.
Er hinterließ Frau und vier gemeinsame Kinder. Einer seiner Söhne ist der 1960 geborene Architekt Christoph Ingenhoven. Sein jüngster Sohn Oliver, mit dem Robert Ingenhoven zusammen das Büro Ingenhoven & Ingenhoven an der Breiten Straße führte, ist ebenfalls Architekt.